# Jill Schoelen
Jill Marie Schoelen (Burbank, 21 maart 1963) is een Amerikaanse actrice. Vanwege haar talrijke optredens in slasher- en horrorfilms wordt ze algemeen beschouwd als een scream queen.

## Biografie
Schoelen werd geboren op 21 maart 1963 in Burbank (Californië).  Ze had een relatie met Keanu Reeves toen ze samen speelden in Babes in Toyland (1986). In 1989 was ze drie maanden verloofd met Brad Pitt. In 1993 trouwde Schoelen met filmcomponist Anthony Marinelli en trok zich kort daarna terug uit haar acteercarrière om thuis te blijven en voor hun twee zoons te zorgen. In 2002 eindigde het huwelijk in een scheiding.
Schoelens acteerdebuut was in The Best of Times uit 1981, een pilootaflevering van een televisieserie die er uiteindelijk nooit is gekomen. Dit was tevens het acteerdebuut van Nicolas Cage en Crispin Glover. Vervolgens had ze gastrollen in afleveringen van onder andere T.J. Hooker, Little House on the Prairie, Murder, She Wrote en Diagnosis: Murder. Ze speelde ook in televisiefilms, waaronder Wes Craven's Chiller (1985), Babes in Toyland (1986) en When a Stranger Calls Back (1993).
Op het witte doek was ze te zien in films als D.C. Cab (1983), That Was Then... This Is Now (1985),  The Stepfather (1987),  Cutting Class (1989), The Phantom of the Opera (1989), Popcorn (1991) en There Goes My Baby (1994).
In 1988 castte Sean Penn haar in The Kindness of Women, een toneelstuk dat hij zelf schreef en regisseerde. Schoelen en Penn werkten opnieuw samen op het toneel in David Rabes Hurlyburly (1988/1989), in een productie die David Rabe ook regisseerde.
In 2009 bracht ze haar debuutalbum Kelly’s Smile uit, een jazzalbum dat samengesteld is uit liedjes die verband houden met haar jeugdvriendin Kelly Troup.

## Filmografie
- Biblioteca Nacional de España: XX1062604
- Gemeinsame Normdatei: 141014792
- International Standard Name Identifier: 0000 0001 1954 3708
- Library of Congress Control Number: no2009164225
- Virtual International Authority File: 120270593
- WorldCat: E39PBJjdfrrVQVY39Tmww9Xjmd